# 김류 선생 묘역
김류 선생 묘역(金瑬 先生 墓域)은 대한민국 경기도 안산시 단원구에 있다. 2016년 11월 28일 안산시의 향토유적 제29호로 지정되었다.

## 개요
조선조 인조반정 일등공신으로 영의정을 지낸 김류와 아들 경징[한성부 판윤, 강도검찰사. 1589(선조 22)~1637(인조 15)] 증손자 노득[한성부판관. 1645(인조 23)~1711(숙종 37) 등 조선중후기에 조성된 3기의 묘이며 안산 역사와 연관이 깊어 향토사적 가치가 높다.